# Clyde William Tombaugh
Clyde William Tombaugh [klájd víljem tombó], ameriški astronom, * 4. februar 1906, Streator, Illinois, ZDA, † 17. januar 1997, Las Cruces, Nova Mehika, ZDA.

## Življenje in delo
Njegovi starši so bili prerevni, da bi ga poslali na kolidž. Mladega Clyda je astronomija zelo zanimala. Delal je s 230 mm daljnogledom, narejenim iz delov starih strojev, ki so se valjali po očetovi kmetiji. Družina se je leta 1922 preselila v Burdett v Kansasu. Tu je leta 1925 končal srednjo šolo. Svoje risbe opazovanj Jupitra in Marsa je pošiljal na Lowellov observatorij v Flagstaffu, Arizona. Leta 1929 so mu na observatoriju ponudili službo pomočnika, kjer je ostal do leta 1945.
Pod vodstvom Vesta Melvina Slipherja so še vedno iskali Lowellov in Pickeringov planet X, katerega tirnica naj bi bila še bolj oddaljena od Neptunove. Tombaugh se je lotil dela z veliko vnemo. Vedel je, da bo svetloba z novega planeta, če obstaja, tako šibka, da bo v polju daljnogleda hkrati z njim še poplava drugih šibkih zvezd. Seveda se planet razlikuje od preostalih zvezd v ozadju po svojem gibanju, vendar je bilo zaradi velike oddaljenosti planeta od Zemlje in od Sonca pričakovati le zelo počasno navidezno gibanje. 18. februarja 1930 je po skoraj letu natančnih preiskav v ozvezdju Dvojčkov odkril Pluton pri pregledovanju fotografskih plošč, posnetih januarja istega leta. Novi planet je opazoval še mesec dni, nato pa je na dan, ko bi bil Lowell star 75 let (13. marec 1930), objavil odkritje. Za lov na neznani planet so Lowellov observatorij opremili z novim 330 mm refraktorjem, (ki se sedaj imenuje Plutonov daljnogled (Pluto Telescope)). Naloga je bila videti skoraj nemogoča. Tombaugh je posnel po dve fotografski plošči istega predela neba v razmiku nekaj dni. Pare plošč je primerjal z napravo, ki se imenuje utripalni mikroskopski komparator (angleško blink-microscope comparator). Vanjo je natančno vložil dve plošči istega zvezdnega polja, posneti ob različnih časih. S pomočjo komparatorja je izmenično gledal sliko zdaj z ene zdaj z druge plošče. Vsako telo, ki je le za malenkost spremenilo svojo lego, se je jasno pokazalo na stalnem ozadju zvezd. Kljub temu je bilo odkritje majcenega premika novega planeta med ogromnim številom zvezd spoštovanja vreden izziv. Na ploščah je bila mejna magnituda 17,5m in potrebno je bilo skrbno pregledati vsak kvadratni milimeter. Število zvezd na posamezni plošči je bilo gromozansko. Na predelih, ki so daleč od središča naše Galaksije (Rimske ceste), jih je bilo od 40.000 do 60.000 (na eni plošči!), na območjih okoli Strelca pa tudi čez milijon. V prvem primeru je pregledovanje plošče trajalo tri dni, v drugem tri do štiri tedne. Kadarkoli je naletel na kaj sumljivega (in asteroidi so bili sumljivi), je posnel še tretjo ploščo in jo primerjal s prvima dvema. Po navidezni hitrosti gibanja osumljenega telesa je lahko hitro sklepal, ali gre za asteroid ali pa morda za neznani planet. Ker je Lowell v svojih računih predvidel približno oddaljenost neznanega planeta, je lahko Tombaugh iz tretjega Keplerjevega zakona ocenil navidezno hitrost telesa, ki ga je iskal. Po odkritju Plutona se je dve leti kasneje iskanje »še kakšnega planeta« za Neptunom nadaljevalo vse do leta 1945, saj se je zdelo, da je novoodkriti planet premajhen, da bi motil velikana, kot sta Uran in Neptun.
Vsega skupaj je Tombaugh prefotografiral 70 odstotkov neba in pregledal 90.000 kvadratnih stopinj fotografskih plošč. Pri tem je opazil 3969 asteroidov, 1807 spremenljivih zvezd in en komet. Na ploščah je preštel 29.548 galaksij in odkril novo kroglasto kopico. Še enega planeta ni odkril. Tombaugh je potreboval 7000 ur, da je pregledal vse posnete plošče, celotna naloga pa je trajala 14 let. Ob 60-letnici odkritja Plutona je izjavil: »S svojimi očmi sem videl vsako od 90 milijonov zvezdic na 362 ploščah, ki sem jih pregledal.
Plošče pokrivajo predel neba od deklinacije +60 stopinj do -50 stopinj. Pregledal sem celo področje okoli Kanopa (α Gredlja (α Car)) in kroglasto kopico w Kentavra (w Cen).«
Ime devetega planeta so 1. maja 1930 uradno objavili v cirkularju Lowellovega observatorija in ga izbrali po rimskem bogu podzemlja Plutonu, ki imel zmožnost biti neviden, in v Lowellovo čast. Izkazalo se je, da je Pluton nenavaden planet. Od vseh planetnih tirnic je njegova najbolj izsredna in najbolj nagnjena k ekliptiki. Kuiper je pokazal, da je Pluton mnogo manjši od drugih zunanjih planetov. Nekateri astronomi sklepajo, da ni pravi planet, temveč je bil nekoč Neptunov naravni satelit, ki je ob neznani katastrofi moral na svojo neodvisno tirnico.
Leta 1934 se je poročil s Patricio (Patsy) Edsonovo. V zakonu sta se jima rodila dva otroka.
Po odkritju je Tombaugh dobil za nagrado štipendijo in je leta 1936 diplomiral na Univerzi Kansasa v Lawrenceu. Leta 1939 je magistriral. Leta 1960 je prejel častni doktorat na Državni univerzi Arizone (danes od leta 1966 Univerza severne Arizone) v Flagstaffu.
Leta 1946 je začel delati kot astronom v Balističnih raziskovalnih laboratorijih Ameriške kopenske vojske (BRL) Annex v Aberdeenu, Maryland. Tu je z daljnogledom sledil in fotografiral rakete in izstrelke med preskusnimi leti. Leta 1955 se je pridružil Državni univerzi Nove Mehike (NMSU), kjer je poučeval astronomijo vse do svoje upokojitve. Leta 1973 se je upokojil in postal zaslužni profesor. Ostal je dejaven še nekaj let. Septembra 1972 so njemu v čast poimenovali observatorij Državne univerze Nove Mehike.
Leta 1980 je s sirom Patrickom Mooreom napisal delo o svojem odkritju Plutona.
Po njem se imenuje asteroid 1604 Tombaugh, ki so ga odkrili leta 1931. Sam je odkril 14 asteroidov, večino pri odkrivanju Plutona in drugih morebitnih planetov.

## Priznanja
Nagrade
Leta 1931 je prejel Medaljo Jackson-Gwiltove Kraljeve astronomske družbe.